# 유지회
유지회(일본어: 有志の会 유시노카이[*])는 일본 중의원의 원내 회파로, 2021년 11월 4일 야당 무소속 의원 5명이 결성하였다. 이들은 과거 민주당, 민진당, 희망의 당에서 활동한 경력이 있는 의원들로서, 민주당계이나 개헌에 찬성하는 등 비교적 보수적 성향이다. 현 대표는 오이타현 제1구에서 선출된 기라 슈지(吉良州司).

## 같이 보기
- 제49회 일본 중의원 의원 총선거